# Raikot
Raikot ist eine Stadt im indischen Bundesstaat Punjab.
Die Stadt ist Teil des Distrikt Ludhiana. Raikot hat den Status eines Municipal Council. Die Stadt ist in 15 Wards gegliedert.

## Demografie
Die Einwohnerzahl der Stadt liegt laut der Volkszählung von 2011 bei 28.734. Raikot hat ein Geschlechterverhältnis von 898 Frauen pro 1000 Männer und damit einen für Indien üblichen Männerüberschuss. Die Alphabetisierungsrate lag bei 79,2 % im Jahr 2011. Knapp 60 % der Bevölkerung sind Sikhs, ca. 34 % sind Hindus, ca. 3 % sind Jainas, ca. 2 % sind Muslime und weniger als 1 % gehören einer anderen oder keiner Religion an. 11,1 % der Bevölkerung sind Kinder unter 6 Jahren.